# Fascellina subchromaria
Fascellina subchromaria är en fjärilsart som beskrevs av Eugen Wehrli 1936. Fascellina subchromaria ingår i släktet Fascellina och familjen mätare. Inga underarter finns listade i Catalogue of Life.